# Ванилин
Ванили́н — органическое вещество, бесцветные игольчатые кристаллы с запахом ванили.
Химическая формула ванилина {\displaystyle {\ce {C8H8O3}}}. В его молекуле содержатся альдегидная, эфирная и фенольная функциональные группы.
Ванилин содержится в виде гликозида в плодах и листьях растений рода Ваниль (Vanilla) семейства Орхидные (Orchidaceae) и является основным компонентом экстракта ванили.
Натуральный экстракт ванили — это фильтрованная настойка бобов ванили на растворе этанола в воде. Помимо ванилина она содержит сотни других химических соединений.
Сейчас применяется, в основном, синтетический ванилин, в качестве ароматизатора в пищевой, парфюмерной и фармацевтической промышленностях.
Также используется более дорогой, но с более сильным запахом этилванилин (ванилаль). Он отличается от ванилина заменой в молекуле метокси- группы ({\displaystyle {\ce {-O-CH3}}}) на этокси- группу ({\displaystyle {\ce {-O-CH2-CH3}}}).
Из-за недостатка и дороговизны натурального ванилина были найдены пути его синтеза из более доступных компонентов. Исторически первым был синтез из гваякола. В настоящее время ванилин синтезируют как из гваякола, так и из лигнина — составной части древесины, являющейся побочным продуктом целлюлозно-бумажной промышленности.
Ванилин на основе лигнина имеет более богатый аромат благодаря наличию примеси апоцинина.

## Историческая справка
Ваниль культивировалась как ароматизатор жителями доколумбовой Америки; ацтеки использовали её как ароматизатор для шоколада. Европейцы познакомились как с шоколадом, так и с ванилью около 1520 года.
Ванилин был впервые выделен в относительно чистом виде в 1858 году Теодором Николя Гобле, который получил его выпариванием экстракта ванили и последующей перекристаллизацией полученного вещества из горячей воды.
В 1874 году немецкие учёные Фердинанд Тиман и Вильгельм Хаарман определили его химическую структуру и нашли способ синтеза ванилина из кониферина, гликозида изоэвгенола, найденного в сосновой коре. Тиман и Хаарман основали компанию Haarmann & Reimer (сейчас это отделение компании Symrise) и начали первое промышленное производство ванилина в Хольцминдене (Германия). В 1876 году Карл Реймер синтезировал ванилин (2) из гваякола (1):
В 1874 году был опубликован оригинальный способ синтеза Тимана — Хаармана. В то же время уже был доступен полусинтетический ванилин, производимый из эвгенола и найденный в гвоздичном масле. Запатентованная формула синтетического ванилина стала известна в 1894 году.
Синтетический ванилин стал значительно более доступен в 1930-х годах, когда производство из гвоздичного масла было вытеснено производством из лигнин-содержащих отходов, образующихся при производстве бумаги. В 1987 году лишь одна бумажная фабрика в Онтарио насыщала 60 % мирового рынка синтетического ванилина. Сейчас самым распространённым способом производства ванилина является синтез из гваякола и гликолевой кислоты.
С 2000 года компания Rhodia начала продажи биосинтетического ванилина, полученного действием микроорганизмов на феруловую кислоту, экстрагированную из рисовых отрубей. Этот продукт продаётся под торговой маркой Rhovanil Natural, но не может конкурировать по цене (700 долларов за килограмм) с нефтехимическим ванилином, который продаётся по цене около 15 долларов за килограмм.

## Нахождение в природе

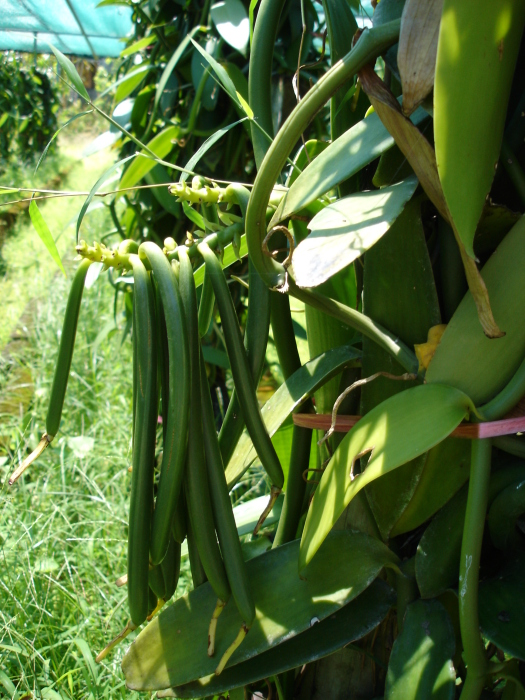
Зелёные плоды растения Vanilla planifolia содержат ванилин в его гликозидной форме, и не обладают характерным запахом ванилина

Ванилин составляет 2 % сухого веса обработанных семян ванили, и он является главным ароматизатором среди 200 других ароматических веществ этого растения. В сушёных стручках высокого качества относительно чистый ванилин может быть виден как белая пыль или «иней» снаружи стручка.
В малых концентрациях ванилин содержится в таких продуктах питания, как оливковое масло, сливочное масло, малина и плоды личи. Выдержка в дубовых бочках придаёт ванильный аромат некоторым винам и спирту. В других пищевых продуктах ванилин выделяется при термообработке — так, например, ванилин вносит вклад в аромат кофе, кленового сиропа и блюд из цельных злаков, включая тортилью и овсяную кашу.

## Получение

### Натуральный ванилин
Природный ванилин выделяют из плодов вида Vanilla planifolia, лозы орхидей родом из Мексики, но сейчас распространённой в тропиках по всему миру. Главным производителем натурального ванилина является Мадагаскар.
Во время уборки зелёные плоды содержат ванилин в форме β-D-гликозида. Зелёные плоды не имеют запаха ванилина.
После уборки плоды выдерживают в течение нескольких месяцев; процесс подготовки варьируется в разных регионах, но в общих словах выглядит так: семена бланшируют в горячей воде для подавления процессов в живых тканях растения, а затем в течение 1—2 недель поочерёдно греют и распаривают: днём семена лежат на солнце, а каждую ночь их заворачивают в ткань и упаковывают в воздухонепроницаемые контейнеры. В ходе процесса ферментации семена приобретают тёмно-коричневую окраску. Наконец, семена высушивают и дальше выдерживают несколько месяцев, в ходе которых их запах всё больше усиливается.
Существует несколько ускоренных методов выделения ванилина, но они не нашли широкого применения в производстве. Для сокращения затрачиваемого на производство времени семена могут измельчать, замораживать, нагревать другими способами и обрабатывать различными химикатами.

### Синтез
В 2002 году мировая потребность в ванилине составляла 12 тыс. тонн, но только 1800 тонн было произведено из природных источников. Остальное было произведено химическим синтезом. Ванилин впервые был синтезирован из эвгенола (извлекаемого из масла гвоздичного дерева) в 1874—1875 годах, меньше чем через 20 лет после того, как он был открыт и установлена его химическая структура.
Ванилин производился из эвгенола до 1920-х годов (этот химический процесс можно легко осуществить в лабораторных условиях, используя процедуру, описанную Гэри Лампманом). Позже он был синтезирован из лигнин-содержащей «коричневой жидкости», побочного продукта сульфитного процесса при варке целлюлозы.
«Лигниновый» способ потерял популярность по экологическим причинам, и сейчас большинство ванилина производят из нефтехимического сырья. Это двухстадийный процесс, в котором гваякол (1) реагирует с глиоксиловой кислотой (так называемое электрофильное ароматическое замещение). Образующаяся ванилилминдальная кислота (2) затем в одну стадию окисляется до 4-гидрокси-3-метоксифенилгликолевой кислоты (3) и декарбоксилируется с образованием ванилина (4):

## Применение

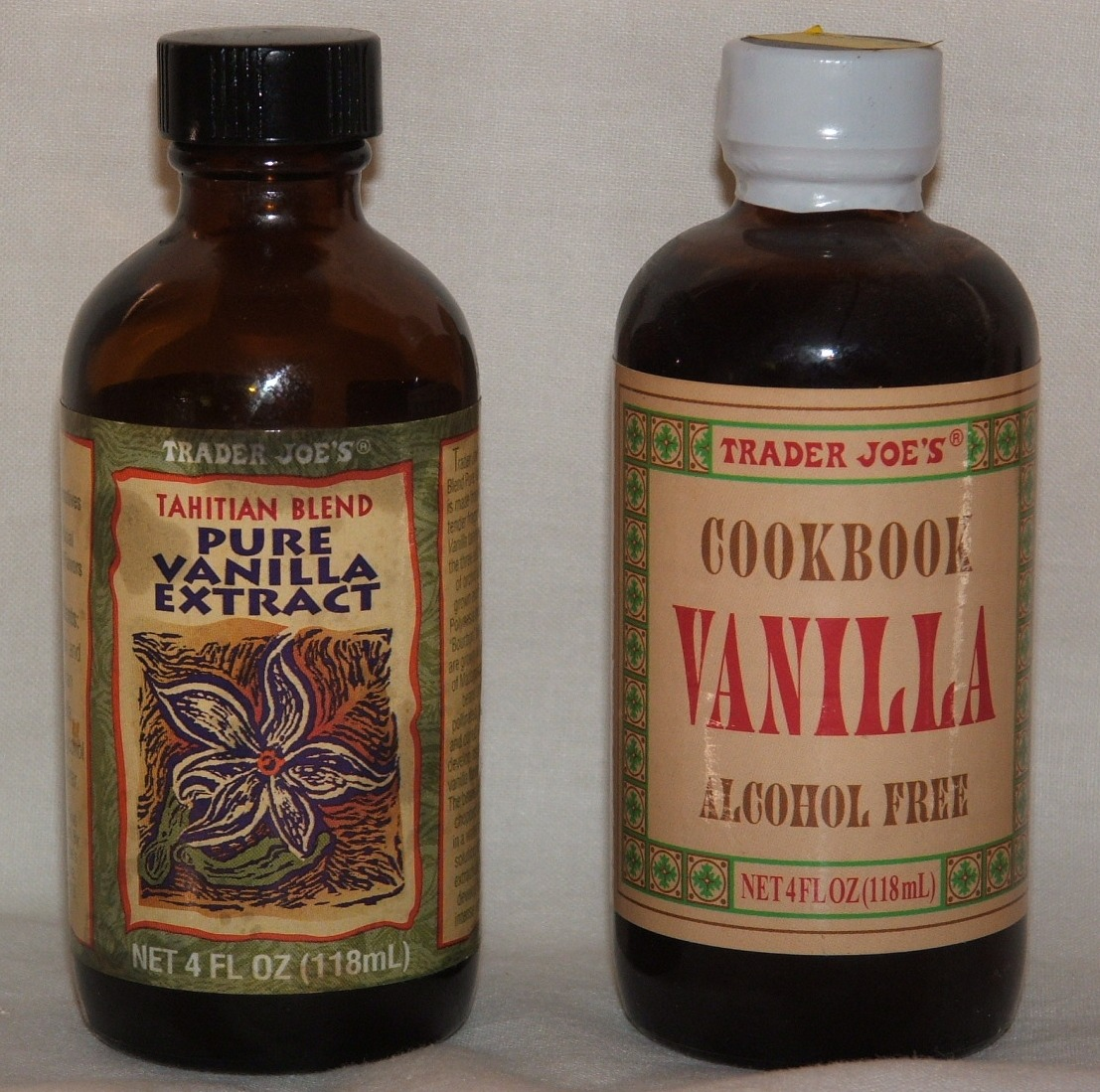
Ванильный экстракт

В основном ванилин используют как ароматизатор в сладостях. Производство мороженого и шоколада потребляет более 75 % рынка ванилина. Для кондитерских изделий дозировка составляет от 0,03 г/кг до 0,5 г/кг. Он также используется в парфюмерии и для подавления неприятного запаха и вкуса медицинских препаратов, моющих средств.
Также тайваньские учёные выяснили, что ванилин может быть использован в медицине для лечения псориаза. Они провели эксперимент с лабораторными мышами, у которых они вызвали проявление псориаза на коже при помощи имиквимода — иммуномодулятора, стимулирующего выработку ряда белков иммунной системы. Затем разным группам мышей стали ежедневно давать различные дозы ванилина 1, 5, 10, 50 или 100 миллиграммов на килограмм массы тела. Контрольная группа мышей ванилина не получала.
Опыты продолжались одну неделю. В результате выяснилось, что ванилин значительно улучшал состояние мышей, избавляя их кожу от проявлений псориаза. Причём эффективность лечения повышалась с увеличением дозы препарата. Генетическое исследование показало, что гены, активность которых была увеличена под действием имиквимода, снизили активность из-за влияния ванилина. Среди них были и гены, ответственные за синтез интерлейкинов 17 и 23.
Ванилин используется как химический полупродукт в производстве фармацевтических препаратов и других химических соединений. В 1970 году более половины произведённого ванилина использовалось в производстве других химических препаратов, но в 2004 году уже только 13 % используется для этих целей.
Добавление ванилина в электролит при электрохимическом цинковании способствует получению гладких блестящих покрытий, обладающих повышенной твёрдостью, а также позволяет расширить интервал рабочих плотностей тока.
Дополнительно ванилин может быть использован как проявитель общего назначения в тонкослойной хроматографии для визуализации компонентов разделяемой смеси.
В быту ванилин (в виде водных или масляных растворов или смеси с детским кремом) также применяется в качестве репеллента от комаров и гнуса. Считается единственным безопасным для грудных детей репеллентом.

## Экология
Жуки вида Заболонник струйчатый (лат. Scolytus multistriatus) Scolytus multistriatus), один из переносчиков голландской болезни вяза, по запаху ванилина находят дерево-хозяина во время откладки яиц.